# Saionji Kimmochi

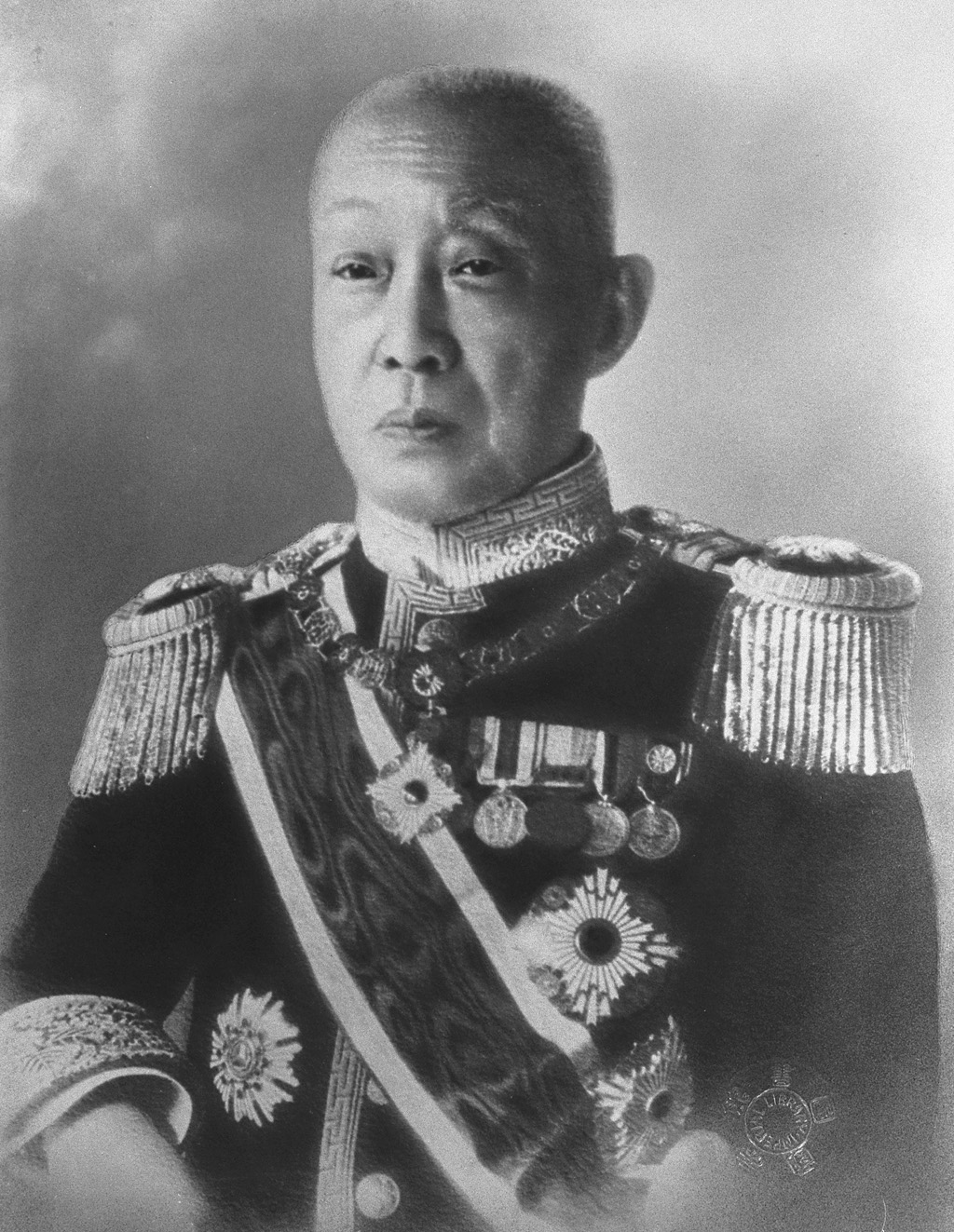
Saionji Kimmochi

Kōshaku Saionji Kimmochi (jap. 西園寺 公望; * 7. Dezember 1849 in Kyōto; † 24. November 1940 in Okitsu, Landkreis Ihara (heute: Shimizu-ku, Shizuoka), Präfektur Shizuoka) war ein japanischer Staatsmann, der 12. und 14. Premierminister Japans und der letzte Genrō.

## Biografie

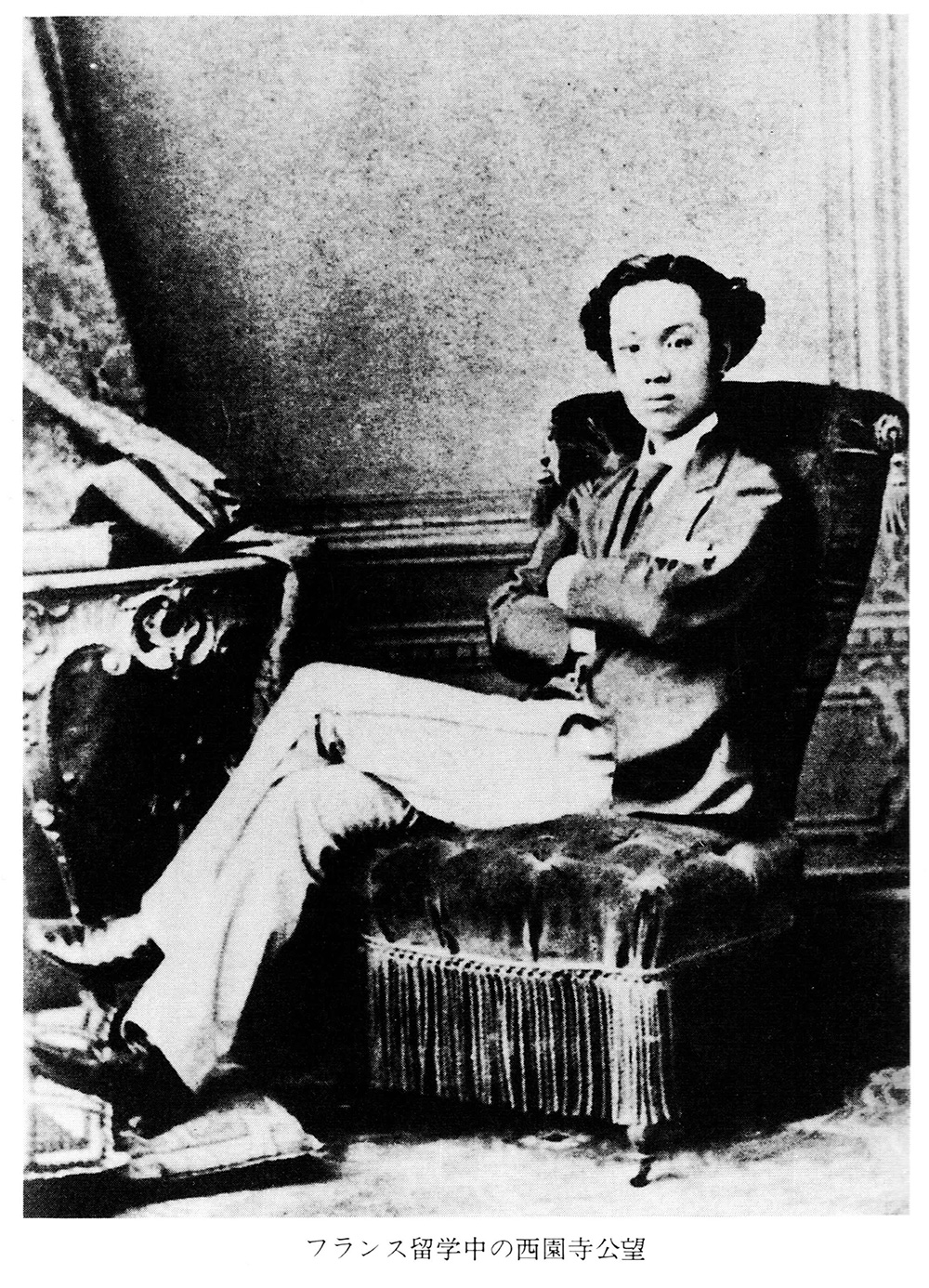
Saionji Kimmochi als Student in Paris, 1871–80

Der Abkömmling aus der Hofadelsfamilie (Kuge) Tokudaiji wurde nach dem Tod seiner Eltern 1852 von der Familie Saionji adoptiert. 1868 war er Mitglied der Bewegung, die zur Restauration der Kaiserlichen Herrschaft unter dem Meiji-Tennō führte. Während der Restauration wurde er Gouverneur der Präfektur Echigo; die Position behielt er bis 1869, als die Präfektur mit der früheren Präfektur Niigata zur Präfektur Suibara (heute Präfektur Niigata) zusammengelegt wurde. 1869 gründete er die Privatschule Ritsumeikan (Shijuku Ritsumeikan), aus der die heutige Ritsumeikan-Universität hervorging. Ab 1870 studierte er Rechtswissenschaften an der Sorbonne. 1881 war er Gründer der Tōyō Jiyū Shimbun (Orientalische Freie Presse), einer Zeitung, die sich der Popularisierung demokratischer Ideen widmete.
Da jedoch zu dieser Zeit der Journalismus für einen Hofadligen nicht als würdiger Beruf galt, setzten sich andere Adelige beim Tennō durch, ihn in den Regierungsdienst zu berufen, in dem er in der Folgezeit mehrere hohe Positionen bekleidete. 1884 wurde er zum Kōshaku (Markgraf) ernannt, 1890 Mitglied des Herrenhauses. Von Juni 1887 bis Juli 1891 war er bevollmächtigter Gesandter im Deutschen Kaiserreich. Von 1894 bis 1896 war er in den Kabinetten Itō und Matsukata Kultusminister, von Mai bis September 1896 zusätzlich Außenminister.
Als Vorsitzender des Staatsrates (1900–1903) war er zeitweise vom 10. Mai bis 2. Juni 1901 auch kommissarischer Premierminister. Zu dieser Zeit war er auch kommissarischer Finanzminister.
Er wurde auch einer der maßgeblichen Führungspersönlichkeiten und schließlich 1903 Präsident der Rikken Seiyūkai (Freunde der verfassungsgemäßen Regierung), der wichtigsten politischen Partei dieser Zeit. Vom 7. Januar 1906 bis zum 14. Juli 1908 war er Premierminister Japans.
Am 30. August 1911 wurde er erneut Premierminister und versuchte in dieser Position das Militärbudget zu kürzen und außerdem die Parteipolitik zur Kontrolle der Regierungen zu drängen. Dies führte zum Rücktritt von Heeresminister Ishimoto Shinroku und löste eine politische Krise in der nachfolgenden Taishō-Zeit aus. Am 21. Dezember 1912 trat er jedoch von seinem Amt als Premierminister zurück und legte auch sein Amt als Präsident der Rikken Seiyūkai nieder. Nachfolger wurde Katsura Tarō, dem er jeweils 1906 und 1911 im Amt gefolgt war.
Premierminister Hara Takashi ernannte ihn zum Leiter der japanischen Delegation bei der Pariser Friedenskonferenz 1919, die das Ziel hatte, nach dem Ende des Ersten Weltkriegs die Friedensbedingungen festzulegen. Für seine Verdienste wurde er 1920 vom Taishō-Tennō (Yoshihito) zum Kōshaku (Herzog/Fürst) geadelt.
Seine letzten Lebensjahre verbrachte er als pensionierter Staatsmann (Genrō), einem Titel, der einer exklusiven Gruppe von Führungspersönlichkeiten in hohen Regierungspositionen der Meiji-Ära vorbehalten war, die dem Tennō insbesondere Kandidaten als Premierminister zur Ernennung vorschlugen. Nach dem Tod Matsukata Masayoshis 1924 war Saionji der einzige Genrō und nominierte somit bis zu seinem Tod 1940 alleine die Regierungschefs des Kaiserreichs. Außerdem empfahl er 1933 Kido Kōichi als Vorsitzenden für die Abteilung des Kaiserlichen Hofamtes, die mit Fragen der kaiserlichen Familie, kaiserlichen Konferenzen etc. befasst ist (Kunai-shō Sōchitsu-ryō).
Wegen seiner Bemühungen, die ultranationalistischen und militaristischen Tendenzen in der Zeit vor dem Zweiten Weltkrieg zu mäßigen, versuchten rechte Fanatisten ihn in den 1930er Jahren zu ermorden wie bei dem Putschversuch vom 26. Februar 1936.
1940 verstarb er als letzter Genrō in Okitsu, wo er seit 1919 das Sommerhaus Zagyosō besaß.